# Ar-Rakka

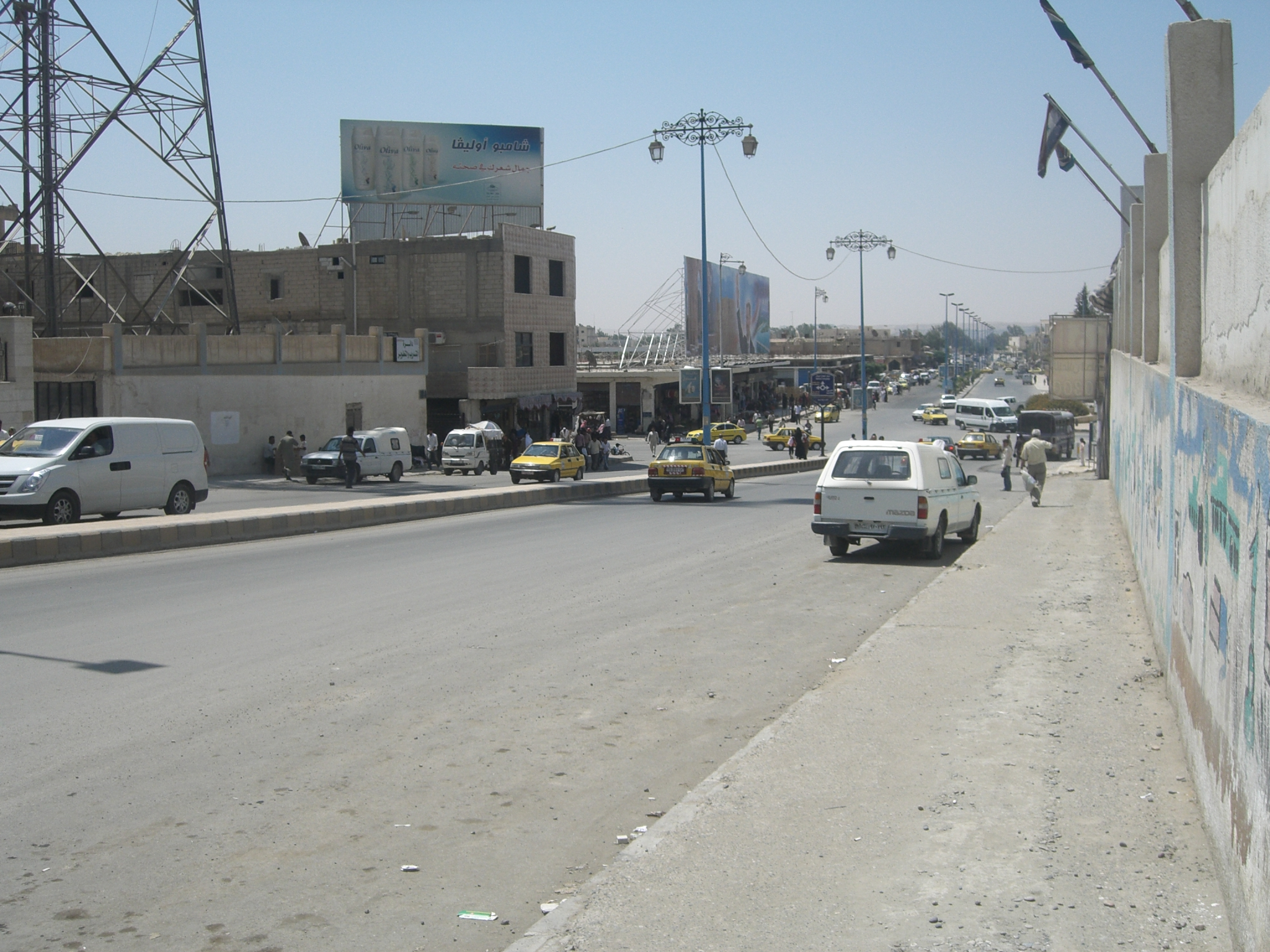
Widok na jedną z ulic w Ar-Rakce

Ar-Rakka, Rakka (arab. ‏الرقة‎, kurd. Reqa, w anglojęzycznych mediach często Raqqah; stgr. Νικηφόριον lub Καλλίνικος) – miasto w północnej Syrii nad Eufratem, ośrodek administracyjny muhafazy Ar-Rakka, dystryktu Ar-Rakka i poddystryktu Ar-Rakka, największe miasto Regionu Ar-Rakka w składzie Rożawy, przy czym jest to miasto arabskie, a nie kurdyjskie, a głównym wyznaniem mieszkańców jest sunnizm; 270 tysięcy mieszkańców (2021).
Od 2013 roku, po I bitwie o Ar-Rakkę, nie jest kontrolowane przez syryjski rząd. Od stycznia 2014 do października 2017 stanowiło nieformalną stolicę nieuznawanego samozwańczego Państwa Islamskiego, choć przez społeczność międzynarodową uważane jest za część terytorium Syrii.
W przeszłości jeden z głównych ośrodków górnomezopotamskiego regionu Dijar Mudar (arab. ‏ديار مضر‎, Diyār Muḍar), nazwanego tak od osiadłego tam plemienia arabskiego Muḍar. Rakka była siedzibą abbasydzkiego kalifa Harun ar-Raszida (786–809) utożsamianego z Szachrijarem z Księgi tysiąca i jednej nocy. Składało się właściwie z dwóch miast, jednego o znanej dziś nazwie, a drugiego zwanego Ar-Rafika (arab. ‏الرافقة‎, Al-Rāfiqa). Z czasów abbasydzkiej świetności miasta zachowane są Brama Bagdadzka i Pałac Dziewcząt (arab. ‏قصر البنات‎, trl. Qaṣr al-Banāt, trb. Kasr al-Banat).

## Geografia
Miasto położone nad północnym brzegiem Eufratu, w pobliżu ujścia rzeki Balich, ok. 160 km na wschód od Aleppo. Jedno z głównych miast dawnego regionu Diyār Muḍar, zachodniej części Dżeziry.
| Miesiąc                              | Sty | Lut  | Mar  | Kwi  | Maj | Cze | Lip | Sie | Wrz | Paź | Lis  | Gru  |
| ------------------------------------ | --- | ---- | ---- | ---- | --- | --- | --- | --- | --- | --- | ---- | ---- |
| Rekordy maksymalnej temperatury [°C] | 18  | 22   | 26   | 33   | 41  | 42  | 43  | 47  | 41  | 35  | 30   | 21   |
| Średnie temperatury w dzień [°C]     | 12  | 14   | 18   | 24   | 31  | 36  | 39  | 38  | 33  | 29  | 21   | 16   |
| Średnie temperatury w nocy [°C]      | 2   | 3    | 5    | 11   | 15  | 18  | 21  | 21  | 16  | 12  | 7    | 4    |
| Rekordy minimalnej temperatury [°C]  | -7  | -7   | -2   | 2    | 8   | 12  | 17  | 13  | 10  | 2   | -2   | -5   |
| Opady [mm]                           | 22  | 18.2 | 24.3 | 10.2 | 4.5 | 0   | 0   | 0   | 0.1 | 3.1 | 12.4 | 13.6 |
| Wilgotność [%]                       | 76  | 72   | 60   | 53   | 45  | 34  | 38  | 41  | 44  | 49  | 60   | 73   |
| Źródło: 2014                         |     |      |      |      |     |     |     |     |     |     |      |      |

## Historia
Miasto zostało rozbudowane przez kalifa Haruna ar-Raszida, w okresie rządów Abbasydów przeżywało rozkwit. W XIII wieku zostało zniszczone przez Mongołów. Ponownie miasto nabrało znaczenia w latach 1970., w związku z budową tamy na Eufracie w pobliskim As-Saura.
W latach 2010. miasto zostało wybrane przez organizację terrorystyczną Państwo Islamskie na stolicę opanowanego przez nich terytorium o tej samej nazwie.
6 listopada 2016 r. arabsko-kurdyjskie Syryjskie Siły Demokratyczne (SDF) poinformowały o rozpoczęciu operacji wyzwalania miasta z rąk bojowników samozwańczego Państwa Islamskiego. Oblężenie miasta opanowanego przez Państwo Islamskie wspierała armia amerykańska, która prowadziła naloty na pozycje dżihadystów. Siłami USA przeznaczonymi do walki z Daesz w Iraku i Syrii (tzn. do wyzwolenia Ar-Rakki oraz w równoczesnej bitwie z Daesz o Mosul) dowodził gen. Stephen Townsend. 15 października 2017 siły SDF rozpoczęły ostateczny szturm miasta, nad którym odzyskały pełną kontrolę 17 października.

### Zabytki
W mieście znajduje się muzeum archeologiczne, ruiny budowli (pozostałości murów obronnych z IX w., pałacu z XI w., wielkiego meczetu kalifa Al-Mansura z VIII w.). W pobliżu miasta znajduje się monument, upamiętniający podbój bizantyjskiego miasta Heraklea w 806 roku.

## Gospodarka
Rozwinięte jako ośrodek handlowo–usługowy dla sztucznie nawadnianego regionu rolniczego (uprawa bawełny, pszenicy i warzyw). W pobliżu miasta prowadzone jest wydobycie soli kamiennej i gipsu.